# Ajtony Árpád
Ajtony Árpád (Székelykeresztúr, 1944. január 9. – Párizs, Franciaország, 2013. január 16.) emigráns magyar író, dramaturg, forgatókönyvíró, szociálpszichológus, egyetemi oktató. Avantgárd íróként kezdte pályafutását, később, a rendszerváltás előtt a francia magyar emigráció egyik jelentős személyisége lett.

## Életpályája
Az erdélyi örmény Ajtony család leszármazottja (eredeti név: Ajváz/Ajváh). A második bécsi döntés értelmében az akkor Magyarországhoz tartozó Székelykeresztúron született, fiatalon került Budapestre. Édesapja Ajtony Dezső főorvos volt. Egyetemi tanulmányait a József Attila Tudományegyetem (2000-től Szegedi Tudományegyetem) Bölcsésztudományi Karán szerezte, majd átkerült a fővárosi Eötvös Loránd Tudományegyetem Bölcsésztudományi Kar magyar-történelem szakára, ahol 1967-ben szerzett tanári diplomát. 
Ezt követően a budapesti Filmgyár dramaturgjaként dolgozott, ahol a Balázs Béla Stúdió munkájában is részt vett. Első irományai 1968-ban jelentek meg a művészeti avantgárd szellemében. Ezenkívül jugoszláviai magyar folyóiratokban is publikálták írásait. Részt vett az első szamizdat, a Szétfolyóirat készítésében. 
Miután az Aczél György által fémjelzett kultúrpolitika nem tűrte munkásságát, emiatt 1973-ban Párizsba emigrált. Franciaországban a Vincenne-i Egyetemen tanult tovább, szociálpszichológiai kurzusokat hallgatott és szerzett diplomát 1978-ban előbb pszichológiából, majd 1981-ben szociálpszichológiából. 1981-ben védte meg doktori disszertációját. Témája Ausztria nemzeti identitása és önképe volt. Pszichiátriai intézetekben dolgozott, emellett egészségügyi dolgozóknak tartott szociológiai és antropológiai kurzusokat. Az 1990-es években a Versailles-i Saint-Quentin-en-Yvelines Egyetem hívta meg előadójának, itt a pszichológiai tanszék oktatójaként tanított. Az 1970-es és 1980-as években a párizsi magyar emigráns kulturális élet egyik vezető alakja volt. 1983-ban fél évet New Yorkban élt.
A rendszerváltást követően újra részese lett a magyar filméletnek, elsősorban forgatókönyvíróként, valami kísérleti filmek szereplőjeként. Emellett francia-magyar kulturális rendezvényeket és kutatási projekteket szervezett, elsősorban a világnézeti fejlődés és átértékelődés pszichológiai folyamataival kapcsolatban. Ebben az időszakban kezdtek korábban betiltott műveinek megjelenése, az eredetileg a 70-es években íródott A birodalom elvesztése című könyvéért 1999-ben megkapta az elsőkötetes szerzőknek járó Bródy Sándor-díjat. 
1999-ben született egyetlen fia, Dániel. Életének 70. évében, 2013. január 16-án, egy héttel születésnapját követően hunyt el.

## Fontosabb művek
- Ahol a sziget kezdődik (antológia, 1969)
- Naponta más (antológia, 1971)
- Szürke mágia (1972)
- A birodalom elvesztése (1998)
- Miért ilyen későn? 1969-1972; Orpheusz, Bp., 2002

tudományos publikációk
- Conversion, identité et changement social (2000)
- Dédoublement et différenciation du système de représentation. Entre mémoire et actualité, entre idéal et réel (Stéphane Laurens-szal, 2002)
- Un moment de l’histoire du psychodrame: Ferenc Mérei et Henri Wallon (2004)
- Peut-on opérationnaliser le Sujet? (2004)

## Filmjei
- Égi bárány (színész, 1970)
- Chroniques Hongroises - Magyar krónikák I-II. (dokumentumfilm, forgatókönyvíró, 1991)
- '68 (dokumentumfilm, szereplő, 1998)
- Történetek az elveszett birodalomról (tévéfilm, író, Can Togayjal és Gödrös Frigyessel 2004)